# Saison 18 des Mystères de l'amour
Chronologie
Saison 17 Saison 19
Cet article présente la dix-huitième saison de la série télévisée Les Mystères de l'amour.

## Synopsis de la saison
Audrey et Ingrid tentent de retrouver Antoine, qui s'est échappé et a frappé Étienne. Pour tenter de guérir Fanny de ses hallucinations de Christian, John décide de la faire chanter sans qu'elle le sache lors de son prochain concert. Christian et Sophie se rapprochent. Erwan a menti a ses parents, il ne va plus à la fac en Suisse mais il est mannequin. Hélène a du mal à l'accepter. De plus, il est en couple avec une femme « un peu plus âgée » comme il dit, qui a 45 ans... Hélène a encore beaucoup de mal a digérer la nouvelle ! Antoine Valès a tenté de séquestrer Ingrid pour la tuer mais cette dernière va le remettre "sous sa direction". Après une discussion émouvante, Peter et Audrey s’embrassent et se remettent en couple, quelques années après avoir divorcé. Jimmy quitte Bénédicte pour Sophie, mais celle-ci ne veut pas être avec Jimmy car elle aime Christian. Christian est allé reconquérir Fanny sur un cheval tandis que Béatrice avoue la vérité sur les infidélités de Cathy et José. Enfin, Hélène et Nicolas sont victimes d'un accident de voiture. Un camion fou leur fonce dessus, un choc frontal violent a lieu entre les deux véhicules...

## Distribution

### Acteurs principaux (dans l'ordre d'apparition au générique)
- Hélène Rollès : Hélène Vernier/Girard
- Patrick Puydebat : Nicolas Vernier
- Philippe Vasseur : José Da Silva
- Cathy Andrieu : Cathy Da Silva
- Richard Pigois : John Greyson
- Laly Meignan : Laly Polleï
- Elsa Esnoult : Fanny Greyson
- Sébastien Roch : Christian Roquier
- Tom Schacht : Jimmy Werner
- Laure Guibert : Bénédicte Breton
- Macha Polikarpova : Olga Poliarva
- Carole Dechantre : Ingrid Soustal
- Magali Semetys : Marie Dumont
- Marjorie Bourgeois : Stéphanie Dorville
- Serge Gisquière : Peter Watson
- Angèle Vivier : Aurélie Breton
- Tony Mazari : Hugo Sanchez
- Ambre Rochard : Mélanie
- Lakshan Abenayake : Rudy Ayake
- Jean-Baptiste Sagory : Sylvain Pottier
- Manon Schraen : Léa Werner
- Benjamin Cotte : Nicky McAllister Vernier
- Sowan Laube : Erwan Watson
- Maéva El Aroussi : Gwen Watson

### Acteurs récurrents
- Audrey Moore : Audrey McAllister
- Fabrice Josso : Étienne Varlier
- Xavier Delarue : Antoine Valès/Bruno Valès
- Charlène François : Sophie
- Jean-Luc Voyeux : Guéant
- Allan Duboux : Éric Fava
- Frank Delay : Pierre
- Elliot Delage : Julien Da Silva
- Julie Chevallier : Béatrice Guttolescu
- Olivier Kuhn : Louis Deneuve, le procureur
- Richard Gallet : Richard, l'ingénieur du son
- Grégoire Ponsart : Lionel Van Trode, le directeur artistique
- Yoann Sover : Paul Vauclair
- Jean-Yves Tual : Ivan, l'informateur d'Ingrid
- Jason Alves : Jason
- Gémi Llyaad : Sheila, sœur d'Antoine Valès
- Charlène Le Mer : Charlène
- Mélanie Guth : Cécile, la petite amie d'Erwan de 45 ans
- Allan Theo : Allan, musicien du groupe de Pierre
- Chris Keller : Chris, musicien du groupe de Pierre
- Hélène Renard : Alex
- Franck Neel : Frank Nevel, cousin de José
- David Saura : Martin

## Liste des épisodes
1. Une nouvelle étoile
2. R1 Superstar
3. La vengeance d’un mort
4. Nuit maligne
5. Messages déterminants
6. Mensonges multiples
7. Retour de flamme
8. Des rires et des larmes
9. Rentrée agitée
10. Rencontre fortuite
11. Mariages et inquiétudes
12. Complications diverses
13. Preuves et épreuves
14. À bout de forces
15. Images salvatrices
16. Fatale rencontre
17. Lourdes conséquences
18. Erreur fatale
19. Des lendemains qui pleurent
20. Miraculeux
21. Menace immédiate
22. Rumeurs
23. Retour aux sources
24. Pensées diverses
25. Double joie, double peine
26. Comédies dramatiques